# Sociología humanística

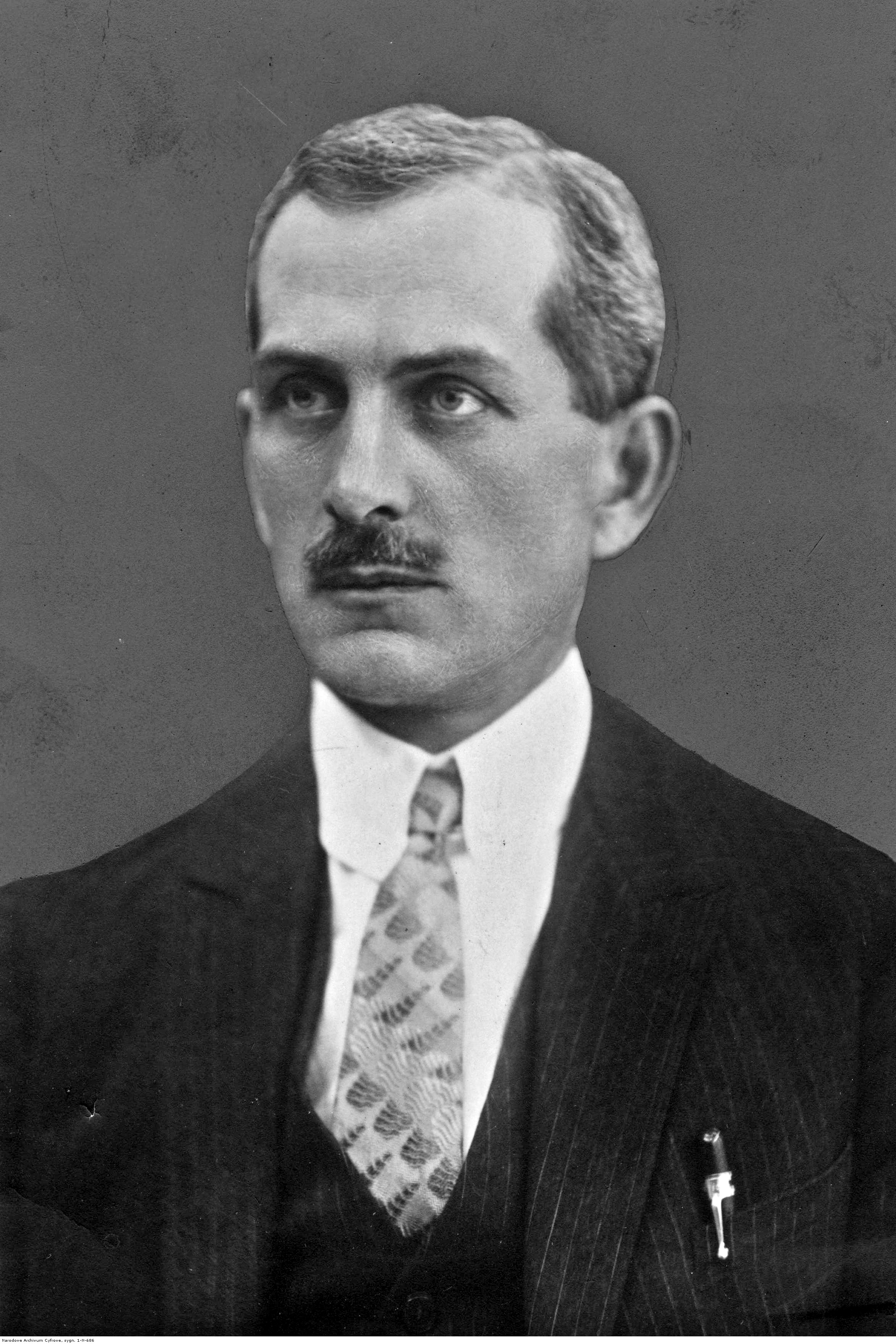
Florian Znaniecki (1882-1958) - filósofo y sociólogo polaco. Sigue siendo una figura importante en la historia de la sociología polaca y estadounidense; el fundador de la sociología académica polaca y de toda una escuela de pensamiento en sociología

La sociología humanística es un área de la sociología originada principalmente del trabajo del filósofo polaco convertido en sociólogo de la Universidad de Chicago, Florian Znaniecki. Es una metodología que trata sus objetos de estudio y sus alumnos, es decir humanos, como composiciones de valores y sistemas de valores. En ciertos contextos, el término está relacionado con otras áreas de la sociología como el antipositivismo. La sociología humanística busca aclarar preguntas como, "Cuál es la relación entre un hombre de principios y un hombre oportunista?" Es posible ver que cualquier respuesta a tal pregunta tiene que basarse en la experiencia y en hechos de varias disciplinas. El sociólogo humanista es entonces un académico oficial.

## Orígenes
La sociología humanista es un área de la sociología que creció del antipositivismo. Se origina del trabajo inicial de Florian Witold Znaniecki y William I. Thomas, coautores de El Campesino polaco en Europa y América. Thomas, debido a sus orígenes multiétnicos, era fluido en polaco. Él desarrolló la metodología vida-historia, donde los datos son obtenidos de cartas y otros materiales, como los archivos de los la Asociación Protectora de Emigrantes Polacos, de la cual Znaniecki era director. Znaniecki era un filósofo que se oponía al idealismo y naturalismo, proponiendo, en cambio, una metodología para la investigación social basada en el "coeficiente humanista", a veces conocido como el principio humanista. El estallido de Primera Guerra Mundial llevó a Znaniecki para unirse a Thomas en Chicago.
Desafortunadamente para Thomas, se encontró con problemas políticos que acabaron su carrera como académico. Aun así, produjo sus trabajos más importantes en la Nueva Escuela para Búsqueda Social, trabajando con otros académicos notables, como Harold Laski. Como resultado, su papel en los orígenes de sociología humanista es a menudo subestimado.

## El principio de inducción analítica
La inducción analítica es un método de búsqueda social que es inductivo, donde las teorías y los conceptos son modificados como resultado de realizar investigación (ver método científico). Las fundaciones filosóficas de la inducción analítica originan desde Aristóteles y su concepto de inducción. La inducción analítica puede ser pensada como un proceso fenomenológico, es decir, los fenómenos no pueden ocurrir o ser comprendidos separados del proceso. Semejante al Método Socrático o a la refutabilidad de Karl Popper, el investigador se dispone a refutar su teoría maximizando la posibilidad de producir evidencia negativa. La inducción analítica era la respuesta de Znaniecki al problema de inducción. Znaniecki creía que la inducción analítica era un proceso nuevo para conducir investigación social capaz de producir resultados universales y precisos.